# Ivan Olbracht
Pour les articles homonymes, voir Zeman.
Ivan Olbracht (né Kamil Zeman le 6 janvier 1882 à Semily en royaume de Bohême - mort le 20 décembre 1952 à Prague) est un écrivain, poète, et journaliste tchécoslovaque. Il est le fils de l’écrivain bohémien Antal Stašek.
Après des études de droit et de philosophie à Prague et Berlin, il sert deux ans dans l’Armée austro-hongroise. À partir de 1905, il devient rédacteur au quotidien social-démocrate tchèque de Vienne (Autriche) Dělnické listy (feuillets des ouvriers) puis participe à la rédaction du quotidien socialiste tchèque Právo lidu (le Droit du Peuple) à Prague. Après un séjour en URSS, il adhère au Parti communiste tchécoslovaque en 1921 et devient journaliste puis éditeur du quotidien communiste Rude Právo (la Loi Rouge), il collabore également à la direction de la revue littéraire communiste Červen (juin). Ses activités révolutionnaires lui valent d’être envoyé deux fois en prison (en 1926 et 1928). Il quitte le Parti communiste tchécoslovaque en 1929 mais rejoint de nouveau ses rangs pendant la Seconde Guerre mondiale.

## Œuvres
- La Geôle la plus sombre (Žalář nejtemnější), 1916
- Anna la prolétaire (Anna Proletářka), 1928
- Nikola Suhaj le brigand (Nikola Suhaj, loupeznik), 1933
- Golet dans la vallée (Golet v údolí), 1937
- Fables indiennes (O mudrci Bidpajovi a jeho zviřátkách)